# Френкендорф
Френкендорф (нем. Frenkendorf) — коммуна в Швейцарии, в кантоне Базель-Ланд.
Входит в состав округа Листаль. Население составляет 6471 человек (на 31 декабря 2017 года). Официальный код — 2824.